# Arrondissement du Vogtland
Pour arrondissement d'avant, voir Arrondissement du Vogtland (1994-2008).
L'arrondissement du Vogtland est un arrondissement  ("Landkreis" en allemand) de Saxe  (Allemagne), dans le district de Chemnitz.
Son chef lieu est Plauen.
Il fut créé le 1er août 2008, par la réforme des arrondissements de Saxe de 2008.

## Villes, communes & communautés d'administration
(nombre d'habitants en 2007)
| Städte 1. Adorf/Vogtl. (5 717) 2. Auerbach/Vogtl. (20 890) 3. Bad Elster (4 032) 4. Elsterberg (4 991) 5. Falkenstein/Vogtl. (9 258) 6. Klingenthal (8 831) 7. Lengenfeld (8 005) 8. Markneukirchen (6 930) 9. Mühltroff (1 889) 10. Mylau (2 931) 11. Netzschkau (4 361) 12. Oelsnitz/Vogtl. (12 020) 13. Pausa (3 813) 14. Plauen (68 430) 15. Reichenbach im Vogtland (21 478) 16. Rodewisch (7 439) 17. Schöneck/Vogtl. (3 639) 18. Treuen (8 892) Verwaltungsgemeinschaften et Verwaltungsverbände - Verwaltungsgemeinschaft Falkenstein avec les communes membres de Falkenstein/Vogtl., Grünbach et Neustadt/Vogtl. - Verwaltungsverband Jägerswald avec les communes membres deBergen, Theuma, Tirpersdorf (VV-Sitz) et Werda - Verwaltungsgemeinschaft Klingenthal avec les communes membres de Klingenthal et Zwota - Verwaltungsgemeinschaft Markneukirchen avec les communes membres de Erlbach et Markneukirchen - Verwaltungsgemeinschaft Netzschkau-Limbach avec les communes membres de Netzschkau (VG-Sitz) et Limbach - Verwaltungsgemeinschaft Oelsnitz avec les communes membres de Bösenbrunn, Eichigt, Oelsnitz/Vogtl. et Triebel/Vogtl. - Verwaltungsgemeinschaft Pausa avec les communes membres de Mühltroff et Pausa/Vogtl. - Verwaltungsgemeinschaft Reichenbach/Vogtl. avec les communes membres de Heinsdorfergrund et Reichenbach im Vogtland - Verwaltungsverband Rosenbach avec les communes membres de Leubnitz, Mehltheuer (VV-Sitz) et Syrau - Verwaltungsgemeinschaft Schöneck/Mühlental avec les communes membres de Mühlental et Schöneck/Vogtl. (VG-Sitz) - Verwaltungsgemeinschaft Treuen/Neuensalz avec les communes membres de Neuensalz et Treuen (VG-Sitz) - Verwaltungsverband Waldgebiet Vogtland avec les communes membres de Hammerbrücke, Morgenröthe-Rautenkranz (VV-Sitz) et Tannenbergsthal - Verwaltungsgemeinschaft Weischlitz avec les communes membres de Burgstein, Reuth et Weischlitz | Gemeinden 1. Bad Brambach (2 179) 2. Bergen (1 060) 3. Bösenbrunn (1 339) 4. Eichigt (1 362) 5. Ellefeld (3 059) 6. Erlbach (1 889) 7. Grünbach (1 914) 8. Heinsdorfergrund (2 319) 9. Limbach (1 579) 10. Mühlental (1 621) 11. Muldenhammer (3 462) 12. Neuensalz (2 383) 13. Neumark (3 262) 14. Neustadt/Vogtl. (1 204) 15. Pöhl (2 871) 16. Reuth (1 024) 17. Rosenbach/Vogtl. (4 393) 18. Steinberg (3 051) 19. Theuma (1 141) 20. Tirpersdorf (1 492) 21. Triebel/Vogtl. (1 549) 22. Weischlitz (3 541) 23. Werda (1 690) 24. Zwota (1 497) |